# De Havilland Canada DHC-4 Caribou
El de Havilland Canada DHC-4 Caribou (caribú en inglés) (designación militar canadiense CC-108 y estadounidense CV-2 (Ejército) y C-7 (Fuerza Aérea), es un avión de transporte táctico bimotor desarrollado y producido por de Havilland Canada con capacidad de efectuar despegues y aterrizaje cortos (STOL). El Caribou realizó su primer vuelo en 1958 y todavía restan algunos volando en algunas compañías aéreas secundarias.

## Diseño y desarrollo
La decisión de construir el DHC-4 Caribou fue adoptada en 1956 con el objeto de desarrollar un avión que combinara la capacidad de transporte de carga del Douglas DC-3 y las prestaciones STOL del de Havilland Canada DHC-2 Beaver y del DHC-3 Otter. El Ejército canadiense efectuó un pedido de dos ejemplares; le siguió algún tiempo después el Ejército de los Estados Unidos, que solicitó cinco Caribou.
El prototipo realizó su vuelo inaugural en julio de 1958, y presentaba un ala alta caracterizada por una sección central con acusado diedro negativo. La puerta posterior fue diseñada a modo de rampa para manipular cargas que pesaran más de 3000 kg. En su cometido de transporte de tropas, podía acomodar hasta 32 soldados.
El Caribou prestó servicios con la Real Fuerza Aérea Canadiense designado como CC-108 y con el Ejército estadounidense como AC-1 (redesignado en 1962 como CV-2A). A consecuencia de la evaluación de los cinco primeros aviones, el Ejército estadounidense adoptó el Caribou como dotación estándar y realizó un pedido de 159 ejemplares. El segundo lote de aviones recibió la denominación CV-2B. A principios de 1963, cuando se suscitó el conflicto fronterizo entre China y la India, el Ejército de los Estados Unidos cedió dos Caribou a la Fuerza Aérea India. En enero de 1967, los 134 Caribou que todavía prestaban servicio en con el Ejército de los Estados Unidos, fueron transferidos a la Fuerza Aérea de los Estados Unidos, con las denominaciones C-7A y C-7B, para realizar funciones de transporte. En el servicio canadiense, el Caribou fue reemplazado por el De Havilland Canada DHC-5 Buffalo y los ejemplares excedentes se vendieron a numerosas naciones, entre ellas Colombia, Omán y Tanzania. Muchos de los aviones canadienses fueron prestados a la ONU para cubrir un extenso servicio internacional. La producción finalizó en 1973. El modelo DHC-4A reemplazó al DHC-4 en la línea de producción a partir del aparato número 24; ambos modelos eran muy similares, a excepción del aumento de peso máximo al despegue de este último, que pasó de los 11 973 kg a 12 927 kg. La producción total ascendió a 307 ejemplares.

## Variantes

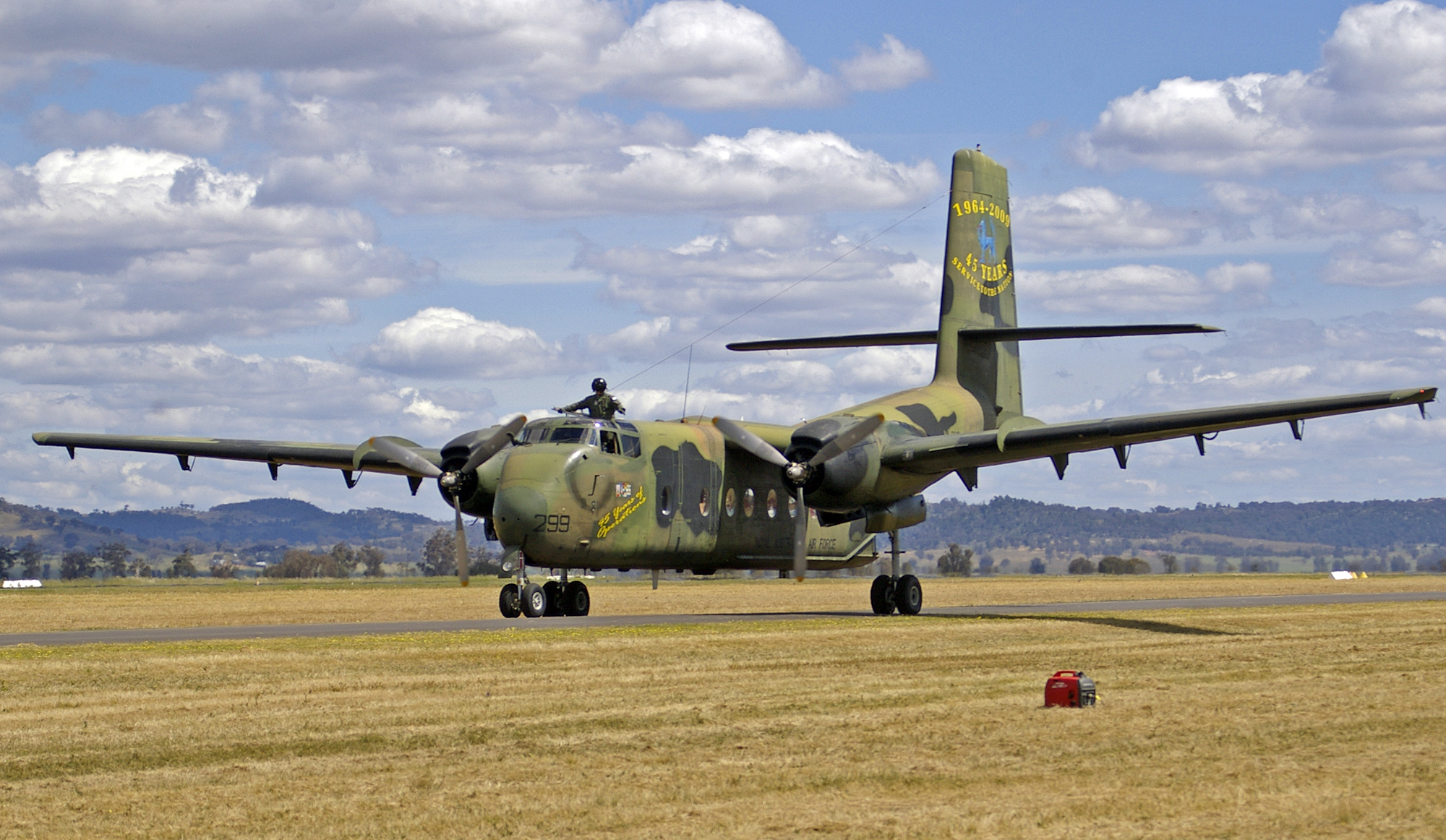
DHC-4 de la Real Fuerza Aérea Australiana.

DHC-4 Caribou
Avión STOL de transporte táctico y utilitario.
CC-108
Designación de la Real Fuerza Aérea Canadiense dada al DHC-4 Caribou.
YAC-1
Designación dada a cinco DHC-4 Caribou, vendidos al Ejército de los Estados Unidos para evaluación.
AC-1
Designación del Ejército estadounidense dada a la primera tirada de producción de 56 DHC-4 Caribou. Redesignados CV-2 en 1962.
CV-2A
AC-1 del Ejército estadounidense redesignados en 1962.
CV-2B
Designación dada a una segunda tirada de producción de 103 DHC-4 Caribou, vendidos al Ejército estadounidense, con costillaje interior reforzado.
C-7A/B
Designaciones aplicadas a los 144 Caribou transferidos a la Fuerza Aérea estadounidense por el Ejército estadounidense.
DHC-4A Caribou
Similar al DHC-4, pero con peso al despegue aumentado.
DHC-4T Turbo Caribou
Conversión del DHC-4 básico propulsada por motores turbohélice PWC PT6A-67T; diseñada, probada en vuelo y certificada por la compañía Pen Turbo Aviation.

## Operadores

### Militares
Abu Dhabi/ Emiratos Árabes Unidos

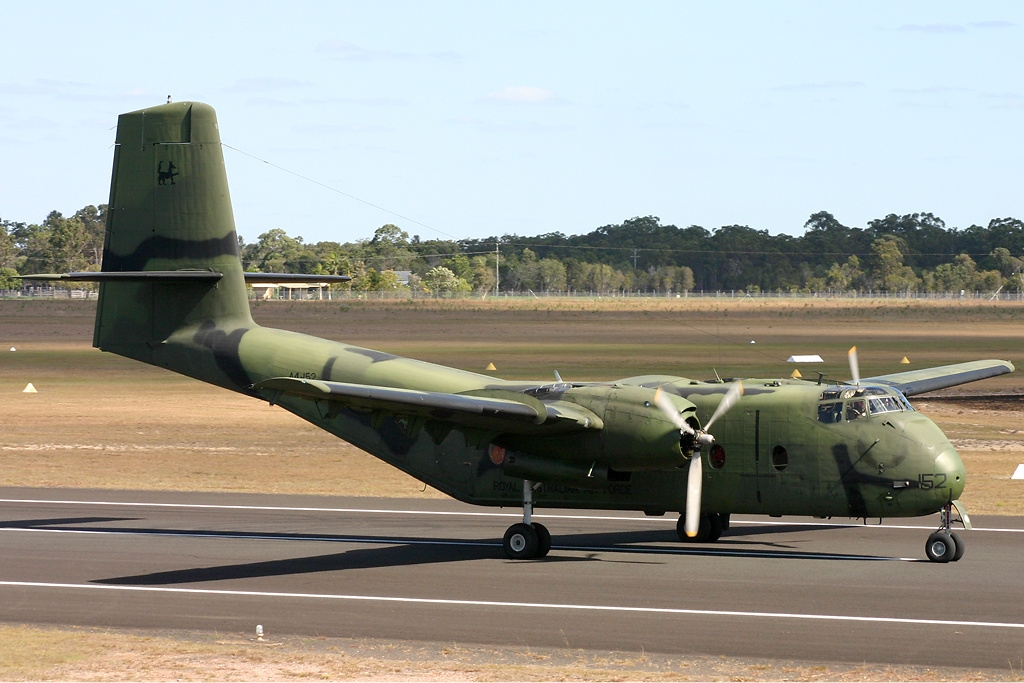
DHC-4A de la Real Fuerza Aérea Australiana.

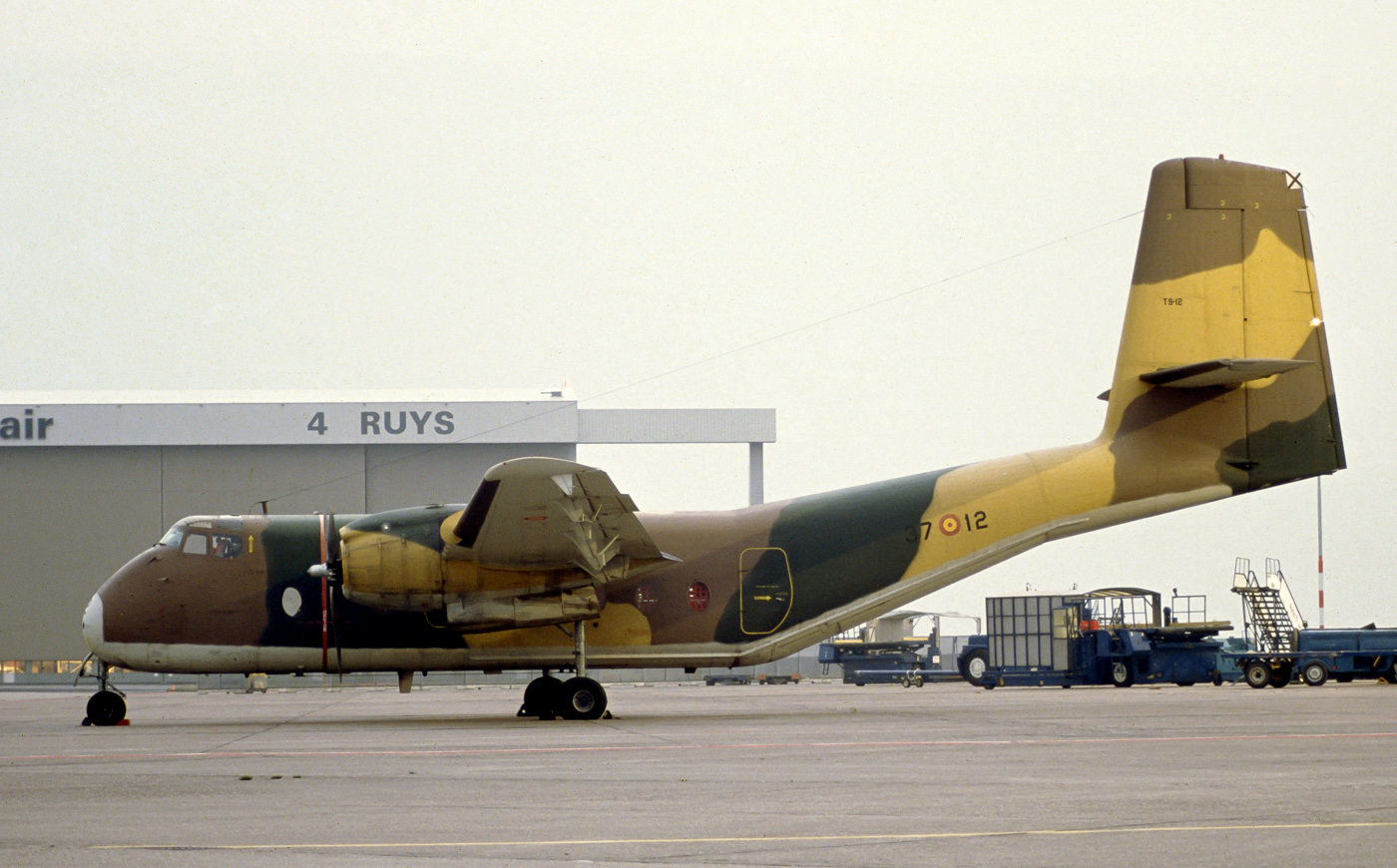
DHC-4A del Ejército del Aire en el Aeropuerto de Ámsterdam-Schiphol, marzo de 1989.

- Ala Aérea de las Fuerzas de Defensa de Abu Dhabi: cuatro DHC-4, para transporte y evacuación sanitaria. En 1971 se integraron en la Fuerza Aérea de los Emiratos Árabes Unidos, cuando Abu Dabi se unió a otros seis emiratos para formar los Emiratos Árabes Unidos.[1]

 Australia
- Real Fuerza Aérea Australiana

 Camerún
- Ejército del Aire de Camerún: tres DHC-4, sustituidos por DHC-5D a partir de 1981.[2]

 España
- Ejército del Aire de España: 30 DHC-4A. Tras los acuerdos de 1953 y convenios siguientes, en 1967 el Ejército del Aire contrató la adquisición de 6 ejemplares nuevos directamente con el fabricante, convirtiéndose en la única fuerza aérea europea en operar dicho modelo, que fue designado por el EdA como T.9. El primer avión llegó a España el 24 de diciembre de ese mismo año. En 1970, se compraron otros 6 ejemplares nuevos, y, a partir de 1981, se recibieron 18 aviones más, estos adquiridos de segunda mano a la Fuerza Aérea de los Estados Unidos (Guardia Aérea Nacional de Maryland). Los aparatos procedentes de la USAF, que se distinguían de los anteriores por ir equipados con un radar meteorológico en el morro, se consiguieron en buenas condiciones económicas, pero su estado operativo dejaba mucho que desear.[3][4] Estuvieron en servicio hasta su sustitución por los CASA CN-235.

 Estados Unidos
- Fuerza Aérea de los Estados Unidos

 Kenia
- Fuerza Aérea de Kenia: 4 DHC-4,[5] que estuvieron en servicio entre 1966 y 1987 (nota: otra fuente, sin citar referencias, menciona seis ejemplares).[6]

 Kuwait
- Fuerza Aérea Kuwaití: dos DHC-4, que se recibieron en 1963.[7]

 Liberia
- Ala Aérea del Ejército Liberiano: dos DHC-4 remozados fueron recibidos en 1989.[2] Resultaron destruidos en la guerra civil.

 Malasia
- Fuerza Aérea Real Malaya: 18 DHC-4A.[5] Sustituidos por seis CN-235 fabricados por PT Dirgantara Indonesia (antigua IPTN).

 Tanzania
- Fuerza Aérea de Tanzania: 12 DHC-4 recibidos.[5]

 Zambia
- Fuerza Aérea de Zambia: 5 DHC-4.[8]

### Gubernamentales
Costa Rica
- Servicio de Vigilancia Aérea (Ministerio de Seguridad Pública): tres DHC-4A (C-7A) recibidos, de los que uno sólo queda en activo (MSP-002, número de serie 149),[2] que fue sometido a una reparación en profundidad en 2010.[9] Cuando sobrevino el conflicto por la invasión nicaragüense en Isla Calero, en 2010, el Caribou era el encargado de trasladar los guardias civiles hasta el aeropuerto de Barra del Colorado en el Caribe Norte, así como los alimentos y armas que se requerían para el resguardo de la soberanía. En uno de esos viajes, tuvo que aterrizar de emergencia y desde entonces no ha volado más. El 19 de junio de 2014 se informó que no volaría más.[10]

## Especificaciones (DHC-4A)
Referencia datos: MacDonald Aircraft Handbook.

### Características generales
- Tripulación: Tres
- Capacidad: 

  - 32 soldados o
  - 24 paracaidistas equipados o
  - 14 camillas con bajas
- Carga: 3628 kg
- Longitud: 22,1 m (72,6 ft)
- Envergadura: 29,1 m (95,6 ft)
- Altura: 9,7 m (31,7 ft)
- Superficie alar: 84,7 m² (911,7 ft²)
- Peso vacío: 7675 kg (16 915,7 lb)
- Peso cargado: 12 927 kg (28 491,1 lb)
- Planta motriz: 2× motor radial de 14 cilindros refrigerado por aire Pratt and Whitney R-2000-7M2 Twin Wasp.
  - Potencia: 1081 kW (1490 HP; 1470 CV) cada uno.

### Rendimiento
- Velocidad máxima operativa (Vno): 348 km/h (216 MPH; 188 kt)
- Velocidad crucero (Vc): 291 km/h (181 MPH; 157 kt)
- Velocidad de entrada en pérdida (Vs): 95 km/h (59 MPH; 51 kt)
- Alcance: 2060 km (1112 nmi; 1280 mi) (390 km con máxima carga)
- Techo de vuelo: 7559 m (24 800 ft)
- Régimen de ascenso: 6,9 m/s (1354 ft/min)
- Carrera de despegue: 221 m
- Despegue hasta 15 m (50 pies): 361 m
- Distancia de aterrizaje: 200 m
- Distancia de aterrizaje desde 15 m (50 pies): 376 m

## Aeronaves relacionadas

### Desarrollos relacionados
- DHC-5 Buffalo

### Aeronaves similares
- / Transall C-160
- Scottish Aviation Twin Pioneer

### Secuencias de designación
- Secuencia DHC-_ (interna de de Havilland Canada): DHC-1 - DHC-2 - DHC-3 - DHC-4 - DHC-5 - DHC-6 - DHC-7 (Dash 7) →
- Secuencia C_-_ (Aeronaves de las Fuerzas Canadienses, 1968-presente): ← CF-105 - CC-106 - CP-107 - CC-108 - CC-109 - CSR-110 - CF-111 →
- Secuencia AC-_ (Aviones de Carga del Ejército estadounidense, 1956-1962): AC-1 - AC-2
- Secuencia C-_ (Aviones de Carga estadounidenses, 1962-presente): ← C-4 - C-5 - C-6 - C-7/B - C-8 - C-9 - C-10 (I) →
- Secuencia _V-_ (Aeronaves STOL/VTOL estadounidenses, 1962-presente): OV-1 - CV-2 - XV-3 - XV-4 - XV-5 →
- Secuencia aeronaves militares de la Fuerza Aérea Sueca, 1940-presente: ← Tp 53 - Fpl 54 - Tp 54 - Tp 55 - Sk 60 - Sk/Fpl 61 - Tp 78 →
- Secuencia T._ (Aeronaves de Transporte del Ejército del Aire español, 1954-1978): ← T.6 - T.7 - T.8 - T.9 (I) - T.9 (II) - T.10 - T.11 - T.12 →
- Secuencia T._ (Aeronaves de Transporte del Ejército del Aire español, 1978-presente): T.9 - T/TK.10 - TM.11 - TR/T/TE/TM.12 →